# Ciutadella de Roses
La Ciutadella de Roses és una fortificació renaixentista (amb modificacions posteriors) situada al nord-oest de l'actual vila de Roses (Alt Empordà) i que domina la badia del mateix nom.
El nom popular de ciutadella, però, és tècnicament incorrecte, perquè no es tracta d'una fortalesa annexa a una ciutat emmurallada, sinó de les autèntiques muralles de la vila vella de Roses, les restes de la qual es conserven al seu interior. Només a finals del segle xviii i principis del xix l'antiga fortificació passà a exercir, de fet, el paper de ciutadella en relació amb la nova població, que s'havia traslladat extramurs però que mai no disposà d'una muralla de defensa. És molt més escaient, per tant, la també popular denominació de les Muralles.

## Història
Porta marítima del comtat d'Empúries, amb una activitat comercial destacada, Roses oferia un port natural molt atractiu, a recer dels vents i que possibilitava una ràpida penetració a l'Empordà i a les comarques nord-occidentals de Catalunya. El monestir de Roses ja tingué una primitiva fortificació i la població que sorgí al seu voltant fou murallada a principis del segle xv, clar exponent de la creixent importància que adquirí i de les apetències que, en conseqüència, despertava.
El lloc esdevingué, en el segle xvi, una base estratègica maritimoterrestre de primer ordre per a la Monarquia Hispànica, pròxima a la frontera del Rosselló (del sistema defensiu de la qual formà part) i a les possessions dels Àustries al nord d'Itàlia. Per això, el 1543 Carles I manà, durant una visita a la localitat, la fortificació de l'indret amb les tècniques llavors més modernes, per protegir-lo dels atacs dels pirates barbarescos i dels francesos.
A partir de 1544, amb un projecte del capità Luis Pizaño, fou construït el castell de la Trinitat, que havia de protegir la badia per l'est i el flanc oriental de la vila. El 1552 s'inicià la construcció de les potents muralles abaluardades que havien d'envoltar la població, segons projecte de l'enginyer militar Giovanni Battista Calvi un cop abandonat el primer projecte de Luís de Pizaño, que proposava una fortalesa de majors dimensions. La construcció d'aquesta gran obra de fortificació implicà el pas de Roses del domini dels comtes d'Empúries al domini reial, si no jurídicament si de forma tàcita. El sistema defensiu del golf de Roses es completava amb les torres artillades del cap Norfeu, Montgó i l'Escala.
Durant els segles xvii i xviii, espanyols i francesos (en breus períodes d'ocupació) ampliaren i modernitzaren les defenses de la "ciutadella". Sobretot a aquests darrers, i especialment al seu servei d'intel·ligència militar, es deu el bon nombre de plànols i gravats d'aquest sistema defensiu que es conserva.
En la Guerra dels Segadors, la guarnició de Roses es mantingué inicialment fidel a Felip IV, però la plaça fou ocupada pels francesos el 1645, després d'un curt setge, fins que el Tractat dels Pirineus la retornà als Habsburg. Durant la Guerra dels Nou Anys, un altre setge francès acabà posant Roses a les mans de l'exèrcit de Lluís XIV de França des de 1693 fins al Tractat de Ryswick de 1697.
Durant la Guerra de Successió (1702-1715), Roses va ser l'única plaça forta de Catalunya que mai va donar l'obediència a Carles III. Al llarg de la disputa, la vila empordanesa sempre va comptar amb una guarnició borbònica que oscil·là entre els 500 i el 1.000 efectius. A més, la seva proximitat amb els ports del Rosselló, sobretot amb Portvendres i Cotlliure, possibilitava que la plaça rebés el suport marítim francès. Mentre es va desenvolupar el conflicte, l'exèrcit de Carles III mai va assetjar la localitat de manera formal i la plaça només va veure perillar la seva posició durant l'atac aliat del 12 de setembre de 1712. La maniobra, iniciada al voltant de la una de la matinada, va comandar-la el general imperial Wetzel, que encapçalava un cos de dos mil cinc-cents combatents, mentre que dos mil homes més restaren en alerta als afores de la vila. El contingent de Wetzel va aconseguir penetrar fins al fossat de Roses, però la guarnició borbònica va alertar el perill i va obrir foc tot dissipant els assaltants, que van fugir en retirada. La contesa bèl·lica a l'entorn de Roses va continuar mantenint un to de baixa intensitat fins al final de la guerra.
Durant la Guerra de la Quàdruple Aliança, en 1719 aguantà el setge de James Fitz-James Stuart.
La Guerra Gran significà un nou setge francès (1794-1795) i una nova ocupació fins a la Pau de Basilea de juliol de 1795. Aquest setge deixà en molt mala situació la vila i les seves defenses. En aquest moment es decidí el trasllat de la població extramurs, a l'àrea que actualment ocupa. Les defenses, en un estat decrèpit, de fet havien esdevingut tècnicament obsoletes ja feia temps i, d'altra banda, amb la modificació de la frontera el 1659 i l'esfondrament de l'imperi hispànic a Europa, havien deixat de tenir raó de ser.
Amb tot i això, l'exèrcit napoleònic trobà encara, durant la Guerra del Francès, una guarnició a la "ciutadella" disposada a resistir i que va haver de fer front a un últim setge (1808), que acabà deixant Roses en mans dels francesos fins a 1814. El comandament francès decidí, després d'un cop de mà fracassat de la guerrilla el febrer de 1813, la inutilització de les fortificacions, que foren volades intencionadament, tant el castell de la Trinitat com les muralles de la vila vella en alguns punts.
Finalment, el nom pel qual és conegut el monument en l'actualitat (Ciutadella) fa alguns anys que ha esdevingut el terme més habitual per anomenar-lo, i ha desplaçat el més popular de Muralles. Com ha demostrat l'historiador Pablo de la Fuente, Ciutadella és un nom relativament recent, els orígens del qual cal cercar-los en la documentació francesa de finals del xviii i principis del XIX. En concret, el terme provindria d'una total incomprensió de la història urbana de la població per part dels enginyers francesos, que en observar una fortalesa al costat d'una població li aplicaren aquest terme. De fet, no s'ha oblidar que quan es construí aquesta plaça forta (aquest en seria el terme més adequat) la població original hi quedà inclosa i no fou fins a la seva quasi total destrucció, durant la Guerra dels Segadors, que es produí el naixement del nucli habitat exterior, l'actual vila de Roses.

## Descripció
Presenta una forma de pentàgon irregular d'uns 1.013 metres de diàmetre, estructurat en dos nivells defensius concèntrics. El primer nivell està format per glacis i contraguàrdies units per una contraescarpa. Passat el gran fossat que l'envolta es troba el segon nivell emmurallat, amb les arestes protegides per baluards. Els cinc baluards es coneixen amb els noms de Sant Joan i Sant Jordi a l'oest, Sant Andreu al nord, i Sant Jaume i Santa Maria a l'est, aquest últim desaparegut. Els murs que uneixen els baluards estan atalussats exteriorment, i reforçats amb contraforts i terraplens de terra, per la banda interior. Mantenen una alçada d'uns nou metres i tenen un cordó decoratiu que separa l'escarpa del parapet. Es conserven les dues portes originàries d'accés al recinte. La façana principal està orientada al sud i s'hi troba el portal de Mar, que estava defensada per una barbacana de la només queden els fonaments. Està bastida amb carreus regulars de pedra calcària, a manera d'arc triomfal. Al nord hi ha la porta de Terra, o de Camp, que estava protegida per un baluard.
A l'interior del recinte de la ciutadella es conserva, en part, l'antic circuit emmurallat medieval de la ciutat de Roses que fou aprofitat per construir la nova ciutadella. Es tracta de les restes de muralles i torres tant del primer recinte defensiu d'època alt-medieval, com de les posteriors reformes i ampliacions del període baix-medieval. En relació al primer recinte també es conserven les restes de la basílica benedictina del monestir de Santa Maria de Roses i els elements que l'acompanyen.

## Situació actual
Aquestes muralles constitueixen un exemple, relativament ben conservat, de fortificació abaluardada d'època moderna, que en més d'una ocasió s'ha salvat in extremis de les apetències dels especuladors. La Porta de Mar ofereix un sobri i elegant conjunt de decoració renaixentista paral·lel a altres models italians. Dintre del recinte es conserven les restes de:
- la fortificació renaixentista i moderna
- la ciutat grega i romana de Rode
- el monestir altomedieval de Santa Maria de Roses
- la vila vella de Roses i les seves fortificacions medievals

El conjunt de la "ciutadella" està afectat per les disposicions espanyoles de protecció del patrimoni històric de 1949 i 1961, i catalogat com a Bé Cultural d'Interès Nacional als efectes de la llei del Patrimoni Cultural català de 1993. El jaciment de Rode, en especial, i darrerament també la vila medieval, han estat objecte de repetides campanyes arqueològiques. Malgrat aquells primers reconeixements, ni la dictadura franquista ni, inicialment, el nou règim democràtic no es van interessar per un programa seriós de recuperació. Fins a 1985 l'ajuntament de Roses no va poder adquirir el conjunt, de propietat privada en mans dels antics promotors de la urbanització que havia de fer-se sobre les Muralles.
Després d'estar durant molts anys tancat, pràcticament abandonat i a mercè dels saquejadors, el recinte emmurallat i les restes arqueològiques que conté foren oberts al públic el 1991 i s'han convertit, des de 2004, en l'Espai Cultural la Ciutadella, impulsat per la Generalitat de Catalunya, la Diputació de Girona i l'Ajuntament de Roses. Aquest últim gestiona el conjunt en l'actualitat, fins al 2010 ho va fer a través de la Fundació Roses Història i Natura creada el 2002.
Recentment, el monument ha estat objecte d'una restauració gens curosa que ha emmascarat i destruït bona part dels seus elements arquitectònics, aquesta intervenció ha afectat sobretot la zona del Baluard de Sant Jaume i la muralla de Llevant.

## Galeria d'imatges

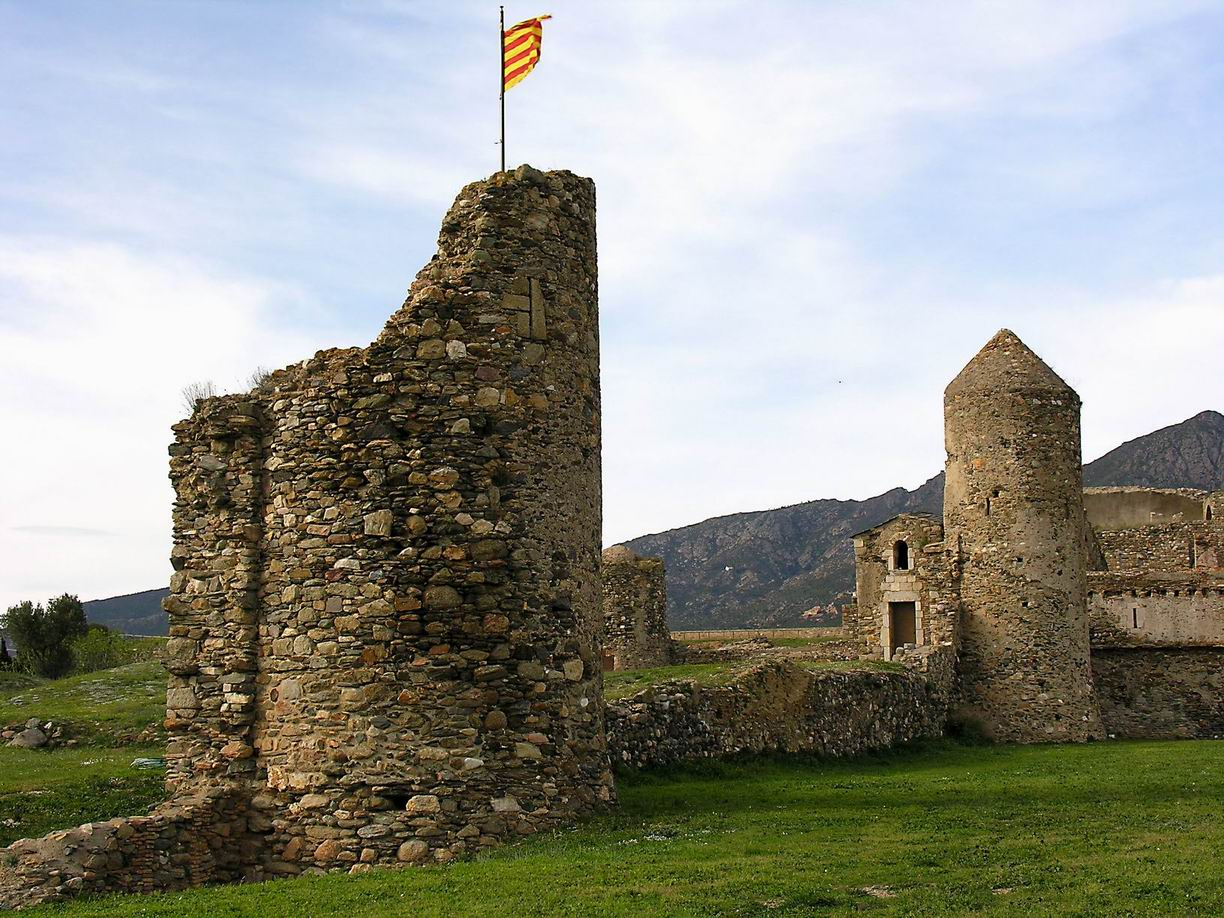
Muralla medieval
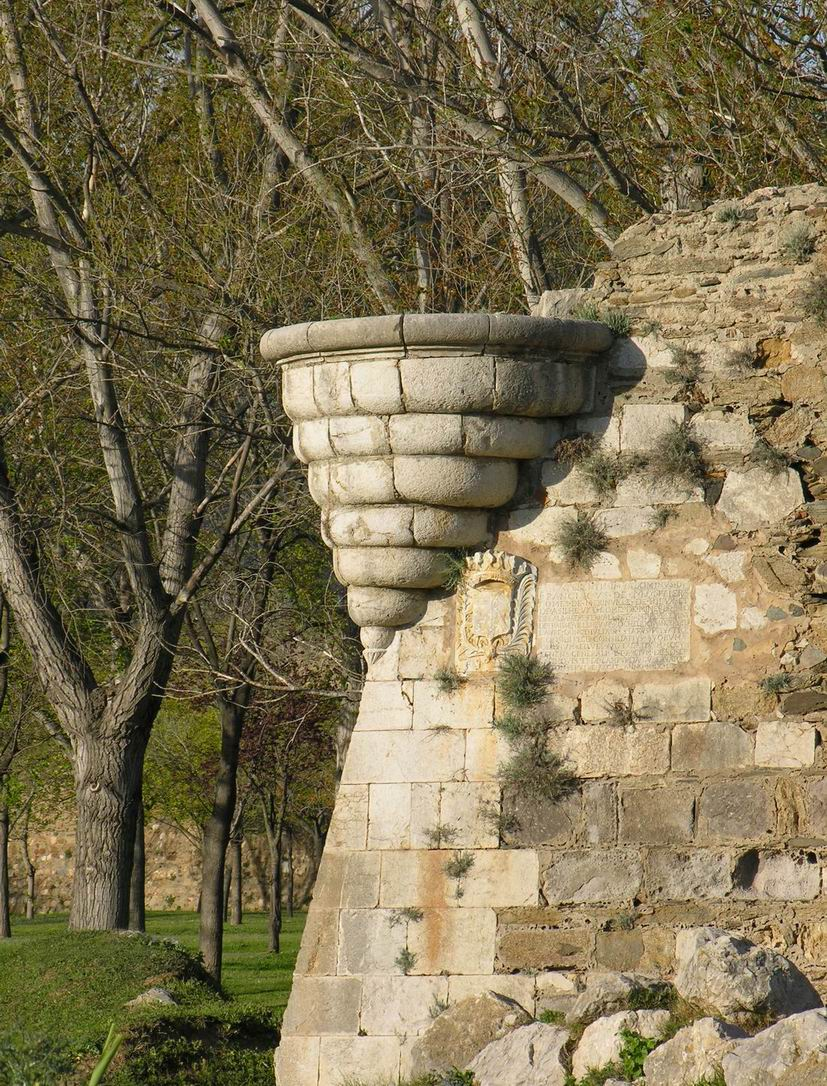
El "Cossi de la Reina"
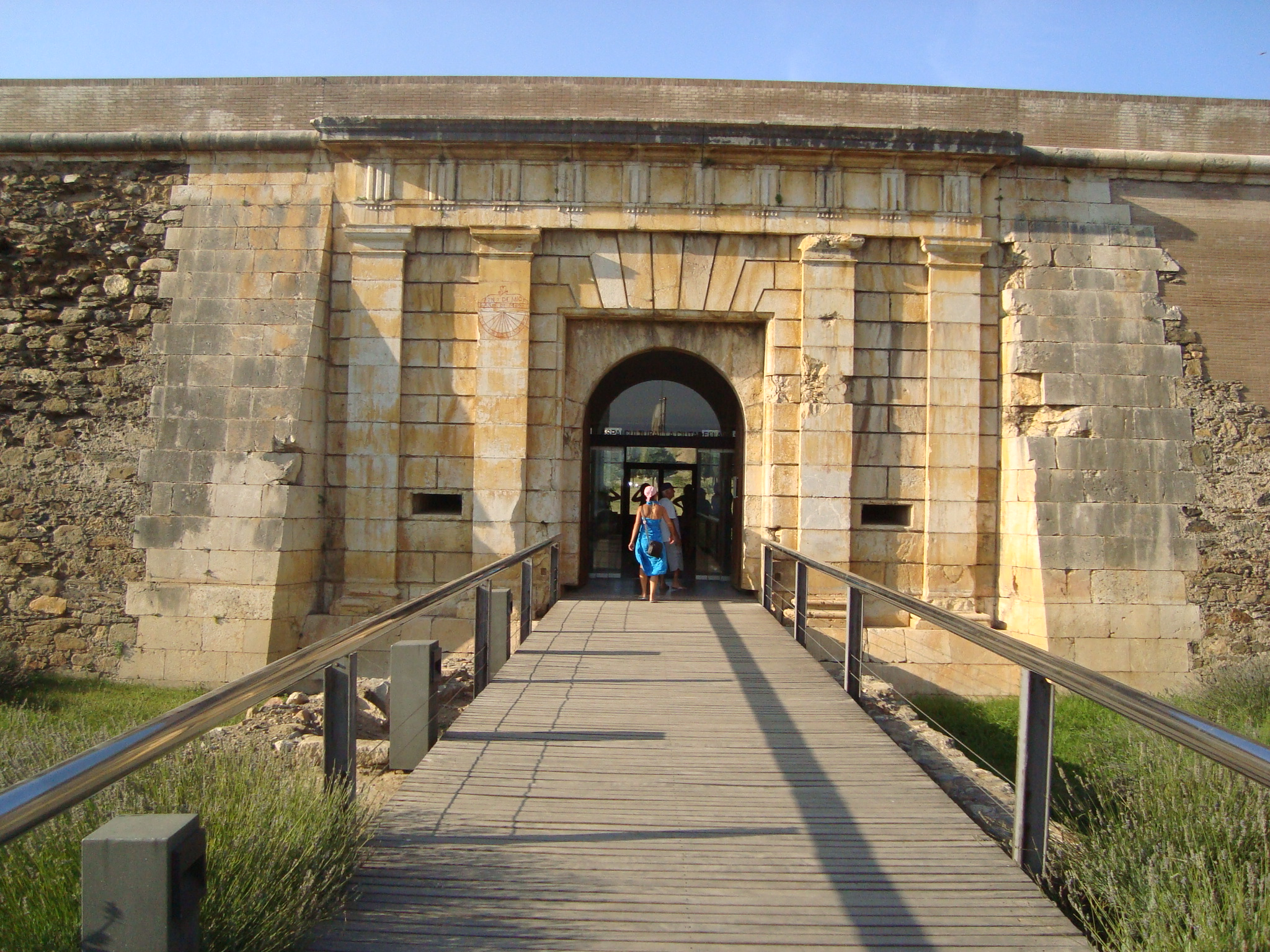
Entrada a la Ciutadella de Roses. Porta de Mar
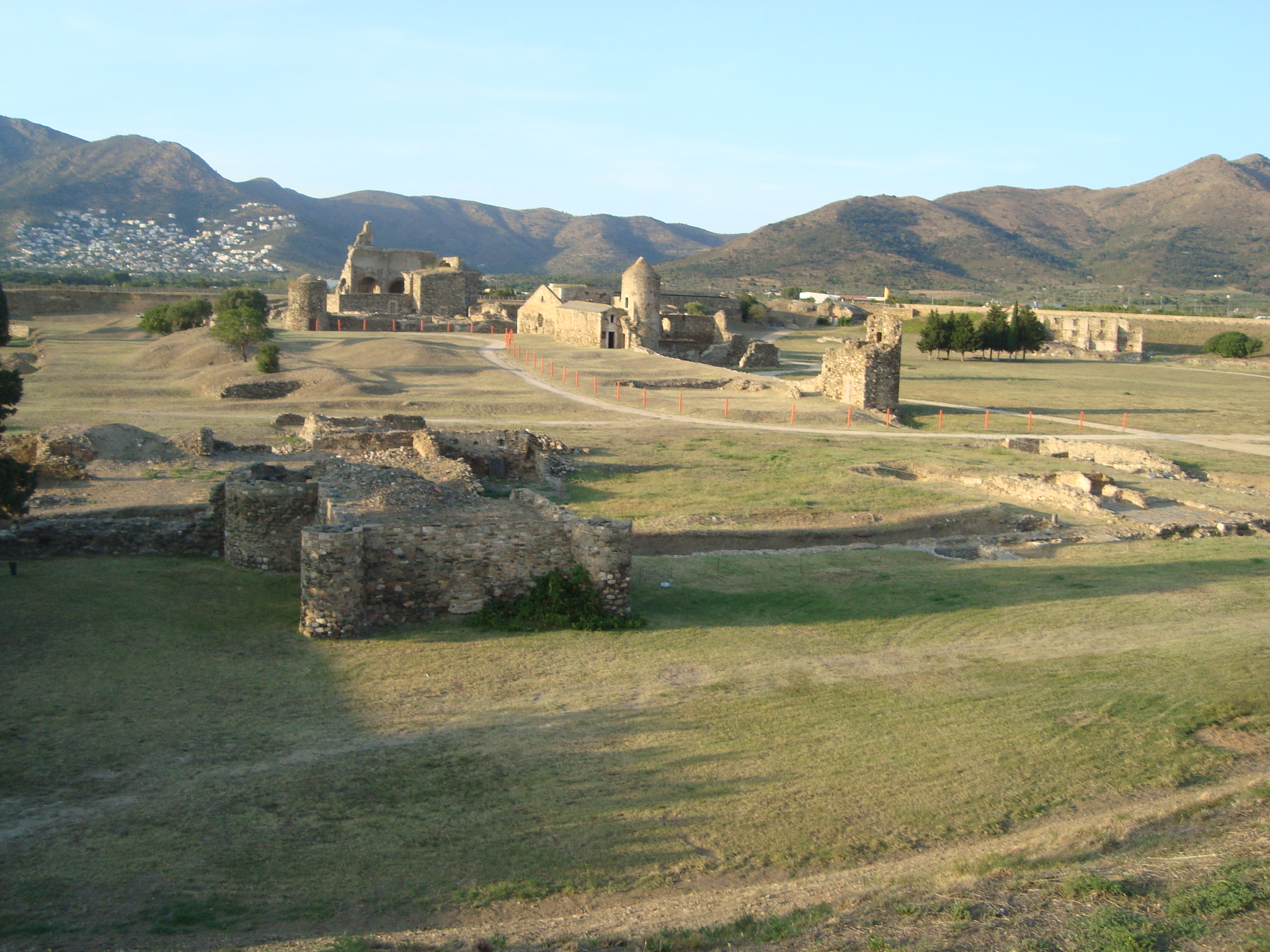
Vista interior de la Ciutadella de Roses